# Piotr Wiertielecki
Piotr Michajłowicz Wiertielecki, Petro Mychajłowycz Wertelecki (ros. Пётр Михайлович Вертелецкий, ukr. Петро Михайлович Вертелецький, ur. 1923 we wsi Owidiopol obecnie w obwodzie odeskim, zm. 3 lutego 1945 w Żabicach) – radziecki sierżant uhonorowany pośmiertnie tytułem Bohatera Związku Radzieckiego (1945).

## Życiorys
Urodził się w ukraińskiej rodzinie chłopskiej. Skończył 6 klas, później pracował w kołchozie, od 1940 uczył się w szkole uniwersytetu fabryczno-zawodowego przy fabryce im. Rewolucji Październikowej w Odessie, jednak naukę przerwał atak Niemiec na ZSRR w 1941. Pozostał na okupowanym przez Niemców terytorium, po powrocie władzy radzieckiej w kwietniu 1944 został powołany do Armii Czerwonej, wkrótce potem został skierowany na front. Był dowódcą działonu 1 kompanii moździerzy 140 gwardyjskiego pułku piechoty 47 Gwardyjskiej Dywizji Piechoty 8 Gwardyjskiej Armii 1 Frontu Białoruskiego w stopniu sierżanta. 31 stycznia 1945 w walkach o Skwierzynę zniszczył 5 stanowisk ogniowych wroga i zabił, według oficjalnych danych, do 20 niemieckich żołnierzy i oficerów. Kilka dni później zginął w wybuchu miny. Został pochowany w Żabicach, po wojnie grób przeniesiono do Gorzowa Wielkopolskiego. W jego rodzinnej wsi jego imieniem nazwano szkołę i ulicę; jego imię nadano też szkole w Odessie.

## Odznaczenia
- Złota Gwiazda Bohatera Związku Radzieckiego (pośmiertnie, 24 marca 1945)
- Order Lenina (pośmiertnie)
- Medal za Odwagę (trzykrotnie)